# Ethan Nwaneri
Ethan Chidiebere Nwaneri (Londres, Inglaterra, Reino Unido, 21 de marzo de 2007) es un futbolista británico que juega en la demarcación de centrocampista para el Arsenal F. C. de la Premier League.

## Trayectoria
Se incorporó al Arsenal a los nueve años. A los 14 años ya jugaba en el equipo sub-18. Juega sobre todo como centrocampista.
Comenzó la temporada 2022-23 jugando con el Arsenal sub-18, pero tal fue su estado de forma que ascendió al Arsenal sub-21. Se incorporó a los entrenamientos del primer equipo del Arsenal en septiembre, y debutó con el primer equipo el 18 de septiembre de 2022 en un encuentro de Premier League contra el Brentford F. C., sustituyendo a Fábio Vieira en el minuto 92 en un encuentro que ganó el Arsenal por 0-3 tras los goles de Fábio Vieira, Gabriel Jesus y William Saliba. Su aparición como suplente a los 15 años y 181 días le convirtió en el jugador más joven de la historia de la Premier League, superando el récord de Harvey Elliott, que participó en la competición con el Fulham a los 16 años y 30 días.

## Estilo de juego
Ha sido descrito como un "número 10" que juega con estilo pero también puede regatear bien, y es lo suficientemente versátil como para jugar tanto en la banda como en el centro.

## Estadísticas

### Clubes
Actualizado al último partido disputado el 25 de mayo de 2025.
| Club                     | Div.          | Temporada     | Liga  | Liga  | Liga   | Copas nacionales | Copas nacionales | Copas nacionales | Copas internacionales | Copas internacionales | Copas internacionales | Total | Total | Total  |
| Club                     | Div.          | Temporada     | Part. | Goles | Asist. | Part.            | Goles            | Asist.           | Part.                 | Goles                 | Asist.                | Part. | Goles | Asist. |
| ------------------------ | ------------- | ------------- | ----- | ----- | ------ | ---------------- | ---------------- | ---------------- | --------------------- | --------------------- | --------------------- | ----- | ----- | ------ |
| Arsenal F. C. Inglaterra | 1.ª           | 2022-23       | 1     | 0     | 0      | 0                | 0                | 0                | 0                     | 0                     | 0                     | 1     | 0     | 0      |
| Arsenal F. C. Inglaterra | 1.ª           | 2023-24       | 1     | 0     | 0      | 0                | 0                | 0                | 0                     | 0                     | 0                     | 1     | 0     | 0      |
| Arsenal F. C. Inglaterra | 1.ª           | 2024-25       | 26    | 4     | 2      | 4                | 3                | 0                | 7                     | 2                     | 0                     | 37    | 9     | 2      |
| Arsenal F. C. Inglaterra | Total club    | Total club    | 28    | 4     | 2      | 4                | 3                | 0                | 7                     | 2                     | 0                     | 39    | 9     | 2      |
| Total carrera            | Total carrera | Total carrera | 28    | 4     | 2      | 4                | 3                | 0                | 7                     | 2                     | 0                     | 39    | 9     | 2      |

## Palmarés

### Títulos internacionales
| Título          | Equipo            | Sede       | Año  |
| --------------- | ----------------- | ---------- | ---- |
| Eurocopa Sub-21 | Inglaterra sub-21 | Eslovaquia | 2025 |